# Sinopesa
Genre
Sinopesa est un genre d'araignées mygalomorphes de la famille des Nemesiidae.

## Distribution
Les espèces de ce genre se rencontrent en Chine, au Japon, au Viêt Nam et en Thaïlande.

## Liste des espèces
Selon World Spider Catalog (version 24, 03/02/2023) :
- Sinopesa chengbuensis (Xu & Yin, 2002)
- Sinopesa chinensis (Kulczyński, 1901)
- Sinopesa gollum Lin & Li, 2021
- Sinopesa guansheng Lin & Li, 2023
- Sinopesa kumensis Shimojana & Haupt, 2000
- Sinopesa maculata Raven & Schwendinger, 1995
- Sinopesa ninhbinhensis Li & Zonstein, 2015
- Sinopesa sinensis (Zhu & Mao, 1983)

## Systématique et taxinomie
Ce genre a été décrit par Raven et Schwendinger en 1995 dans les Nemesiidae.

## Publication originale
- Raven & Schwendinger, 1995 : « Three new mygalomorph spider genera from Thailand and China (Araneae). » Memoirs of the Queensland Museum, vol. 38, no 2, p. 623-641 (texte intégral).